# 파르메후투
후투족 해방운동당(프랑스어: Parti du Mouvement de l'Emancipation Hutu, Parmehutu, 영어: Party of the Hutu Emancipation Movement) 또는 공화민주운동 – 파르메후투(프랑스어: Mouvement Démocratique Républicain – Parmehutu, MDR-Parmehutu, 영어: Republican Democratic Movement – Parmehutu)는 르완다의 정당이었다. 이 운동은 다수 민족의 통치권을 강조했고 투치족에 대한 후투족의 우월성을 주장했다. 르완다가 독립국이 되고 후투족이 투치족을 대신하여 지배 집단이 된  1959~61년의 르완다 혁명에서 가장 중요한 정당이었다.